# Hockey Milano Rossoblu
Le Hockey Milano Rossoblu est un club de hockey sur glace de Milan en Italie.

## Historique
Le club est créé en 2008 lorsque le Hockey Club Junior Milano Vipers cesse ses activités. Il s'engage alors en Serie A2. L'équipe revient en Série A en 2012.

## Palmarès
- Serie B
  - Champion (2) : 2012, 2016
- Coupe d'Italie
  - Vainqueur (2) : 2017, 2018